# Grande Prêmio da Alemanha de 1994
Resultados do Grande Prêmio da Alemanha de Fórmula 1 realizado em Hockenheim em 31 de julho de 1994. Nona etapa da temporada, nele o vencedor foi o austríaco Gerhard Berger, da Ferrari, que subiu ao pódio ladeado por Olivier Panis e Eric Bernard, pilotos da Ligier-Renault.
Foi a primeira vitória do austríaco pela Ferrari desde o Grande Prêmio de Portugal de 1989 e a primeira vitória da escuderia italiana desde Alain Prost no Grande Prêmio da Espanha de 1990.

## Resumo
- Mika Häkkinen foi suspenso por ter provocado um acidente na largada.
- Jos Verstappen protagonizou um incrível incêndio durante seu pit-stop.
- Primeiro pódio de Olivier Panis e único conquistado por Éric Bernard.
- Primeira vitória de Gerhard Berger na temporada.
- Última vez que Christian Fittipaldi pontua na F-1.
- Quinta vez que Érik Comas chega em sexto quando ele estava na zona de pontos. Foi também seu último ponto na categoria.
- Primeiros pontos de Gianni Morbidelli na temporada.
- Primeiro abandono de Michael Schumacher na temporada.

## Resultado da corrida

### Treinos classificatórios
| Pos. | Nº | Piloto                | Construtor        | Treino 01 | Treino 02 | Grid    |
| ---- | -- | --------------------- | ----------------- | --------- | --------- | ------- |
| 1    | 28 | Gerhard Berger        | Ferrari           | 1:44.616  | 1:43.582  |         |
| 2    | 27 | Jean Alesi            | Ferrari           | 1:45.272  | 1:44.012  | + 0.430 |
| 3    | 0  | Damon Hill            | Williams-Renault  | 1:44.026  | 1:44.131  | + 0.444 |
| 4    | 5  | Michael Schumacher    | Benetton-Ford     | 1:44.875  | 1:44.268  | + 0.686 |
| 5    | 3  | Ukyo Katayama         | Tyrrell-Yamaha    | 1:46.534  | 1:44.718  | + 1.136 |
| 6    | 2  | David Coulthard       | Williams-Renault  | 1:45.477  | 1:45.146  | + 1.564 |
| 7    | 4  | Mark Blundell         | Tyrrell-Yamaha    | 1:45.814  | 1:45.474  | + 1.892 |
| 8    | 7  | Mika Häkkinen         | McLaren-Peugeot   | 1:45.487  | 1:45.878  | + 1.905 |
| 9    | 30 | Heinz-Harald Frentzen | Sauber-Mercedes   | 1:46.488  | 1:45.893  | + 2.311 |
| 10   | 15 | Eddie Irvine          | Jordan-Hart       | 1:45.911  | 1:45.942  | + 2.329 |
| 11   | 14 | Rubens Barrichello    | Jordan-Hart       | 1:45.962  | 1:45.939  | + 2.357 |
| 12   | 26 | Olivier Panis         | Ligier-Renault    | 1:47.925  | 1:46.185  | + 2.603 |
| 13   | 8  | Martin Brundle        | McLaren-Peugeot   | 1:46.644  | 1:46.218  | + 2.636 |
| 14   | 25 | Eric Bernard          | Ligier-Renault    | 1:47.531  | 1:46.290  | + 2.708 |
| 15   | 12 | Johnny Herbert        | Lotus-Mugen/Honda | 1:48.621  | 1:46.630  | + 3.048 |
| 16   | 10 | Gianni Morbidelli     | Footwork-Ford     | 1:47.814  | 1:46.817  | + 3.235 |
| 17   | 9  | Christian Fittipaldi  | Footwork-Ford     | 1:47.150  | 1:47.102  | + 3.520 |
| 18   | 29 | Andrea de Cesaris     | Sauber-Mercedes   | 1:47.745  | 1:47.235  | + 3.653 |
| 19   | 6  | Jos Verstappen        | Benetton-Ford     | 40:34.496 | 1:47.316  | + 3.734 |
| 20   | 23 | Pierluigi Martini     | Minardi-Ford      | 1:47.831  | 1:47.402  | + 3.820 |
| 21   | 11 | Alessandro Zanardi    | Lotus-Mugen/Honda | 1:47.678  | 1:47.425  | + 3.843 |
| 22   | 20 | Erik Comas            | Larrousse-Ford    | 1:48.770  | 1:48.229  | + 4.647 |
| 23   | 24 | Michele Alboreto      | Minardi-Ford      | 1:48.402  | 1:48.295  | + 4.713 |
| 24   | 19 | Olivier Beretta       | Larrousse-Ford    | 1:48.681  | 1:48.875  | + 5.099 |
| 25   | 31 | David Brabham         | Simtek-Ford       | 1:50.685  | 1:48.870  | + 5.288 |
| 26   | 32 | Jean-Marc Gounon      | Simtek-Ford       | 1:50.361  | 1:49.204  | + 5.622 |
| DNQ  | 33 | Paul Belmondo         | Pacific-Ilmor     | 1:51.916  | 1:51.122  | + 7.540 |
| DNQ  | 34 | Bertrand Gachot       | Pacific-Ilmor     | 1:52.839  | 1:51.292  | + 7.710 |

### Corrida
| Pos. | Nº | Piloto                | Construtor        | Voltas | Tempo/Diferença      | Grid | Pontos |
| ---- | -- | --------------------- | ----------------- | ------ | -------------------- | ---- | ------ |
| 1    | 28 | Gerhard Berger        | Ferrari           | 45     | 1:22:37.272          | 1    | 10     |
| 2    | 26 | Olivier Panis         | Ligier-Renault    | 45     | + 54.779             | 12   | 6      |
| 3    | 25 | Eric Bernard          | Ligier-Renault    | 45     | + 1:05.0421          | 14   | 4      |
| 4    | 9  | Christian Fittipaldi  | Footwork-Ford     | 45     | + 1:21.609           | 17   | 3      |
| 5    | 10 | Gianni Morbidelli     | Footwork-Ford     | 45     | + 1:30.544           | 16   | 2      |
| 6    | 20 | Erik Comas            | Larrousse-Ford    | 45     | + 1:45.445           | 22   | 1      |
| 7    | 19 | Olivier Beretta       | Larrousse-Ford    | 44     | + 1 volta            | 24   |        |
| 8    | 0  | Damon Hill            | Williams-Renault  | 44     | + 1 volta            | 3    |        |
| Ret  | 32 | Jean-Marc Gounon      | Simtek-Ford       | 39     | Motor                | 26   |        |
| Ret  | 31 | David Brabham         | Simtek-Ford       | 37     | Embreagem            | 25   |        |
| Ret  | 5  | Michael Schumacher    | Benetton-Ford     | 20     | Motor                | 4    |        |
| Ret  | 8  | Martin Brundle        | McLaren-Peugeot   | 19     | Motor                | 13   |        |
| Ret  | 2  | David Coulthard       | Williams-Renault  | 17     | Pane elétrica        | 6    |        |
| Ret  | 6  | Jos Verstappen        | Benetton-Ford     | 15     | Incêndio no pit lane | 19   |        |
| Ret  | 3  | Ukyo Katayama         | Tyrrell-Yamaha    | 6      | Regulador            | 5    |        |
| Ret  | 27 | Jean Alesi            | Ferrari           | 1      | Pane elétrica        | 2    |        |
| Ret  | 4  | Mark Blundell         | Tyrrell-Yamaha    | 0      | Colisão              | 7    |        |
| Ret  | 7  | Mika Häkkinen         | McLaren-Peugeot   | 0      | Colisão              | 8    |        |
| Ret  | 30 | Heinz-Harald Frentzen | Sauber-Mercedes   | 0      | Colisão              | 9    |        |
| Ret  | 15 | Eddie Irvine          | Jordan-Hart       | 0      | Colisão              | 10   |        |
| Ret  | 14 | Rubens Barrichello    | Jordan-Hart       | 0      | Colisão              | 11   |        |
| Ret  | 12 | Johnny Herbert        | Lotus-Mugen/Honda | 0      | Colisão              | 15   |        |
| Ret  | 29 | Andrea de Cesaris     | Sauber-Mercedes   | 0      | Colisão              | 18   |        |
| Ret  | 23 | Pierluigi Martini     | Minardi-Ford      | 0      | Colisão              | 20   |        |
| Ret  | 11 | Alessandro Zanardi    | Lotus-Mugen/Honda | 0      | Colisão              | 21   |        |
| Ret  | 24 | Michele Alboreto      | Minardi-Ford      | 0      | Colisão              | 23   |        |
| DNQ  | 34 | Bertrand Gachot       | Pacific-Ilmor     |        |                      |      |        |
| DNQ  | 33 | Paul Belmondo         | Pacific-Ilmor     |        |                      |      |        |

## Tabela do campeonato após a corrida
| Pos. | Piloto             | Pontos |
| ---- | ------------------ | ------ |
| 1    | Michael Schumacher | 66     |
| 2    | Damon Hill         | 39     |
| 3    | Gerhard Berger     | 27     |
| 4    | Jean Alesi         | 19     |
| 5    | Rubens Barrichello | 10     |

| Pos. | Construtor       | Pontos |
| ---- | ---------------- | ------ |
| 1    | Benetton-Ford    | 67     |
| 2    | Ferrari          | 52     |
| 3    | Williams-Renault | 43     |
| 4    | McLaren-Peugeot  | 14     |
| 5    | Jordan-Hart      | 14     |

- Nota: Somente as primeiras cinco posições estão listadas.